# All My Loving (film)
All My Loving è un documentario del 1968 diretto da Tony Palmer, sulla scena musicale pop e rock anglosassone della seconda metà degli anni sessanta, considerata la "musica dei giovani" per antonomasia e vista come simbolo del gap generazionale dell'epoca.
Fu originariamente trasmesso il 3 novembre 1968 dal canale BBC1 in Gran Bretagna come episodio della serie documentaristica Omnibus. Girato a colori venne però trasmesso in bianco e nero poiché la BBC1 all'epoca non era ancora attrezzata per tali trasmissioni (passò al colore il 15 novembre 1969).
All My Loving, il cui titolo rimanda all'omonima canzone dei Beatles, fu il primo documentario prodotto dalla BBC ad essere trasmesso negli Stati Uniti.

## Descrizione
Il documentario si apre citando il testo idealista di Yellow Submarine dei Beatles; al quale seguono spezzoni di esibizioni di artisti quali Cream, Beatles, Who, Jimi Hendrix Experience, Pink Floyd ed interviste a Paul McCartney, Eric Burdon, Frank Zappa, Pete Townshend, Donovan e altri. L'audio delle canzoni, spesso distorto, viene provocatoriamente talvolta giustapposto ad immagini disturbanti come l'esecuzione di Nguyễn Văn Lém, cadaveri nei campi di concentramento durante la seconda guerra mondiale e un ragazzo vietnamita arso dalle fiamme.